# Селно
Селно је насељено место у саставу општине Крапинске Топлице у Крапинско-загорској жупанији, Хрватска. До територијалне реорганизације у Хрватској налазило се у саставу старе општине Забок.

## Становништво
На попису становништва 2011. године, Селно је имало 395 становника.

## Попис1991.
На попису становништва 1991. године, насељено место Селно је имало 476 становника, следећег националног састава:
| Попис 1991.‍  | Попис 1991.‍  | Попис 1991.‍ | Попис 1991.‍ | Попис 1991.‍ |
| ------------ | ------------ | ----------- | ----------- | ----------- |
|              |              |             |             |             |
| Хрвати       | Хрвати       |             | 464         | 97,47%      |
| Словенци     | Словенци     |             | 2           | 0,42%       |
| неопредељени | неопредељени |             | 6           | 1,26%       |
| непознато    | непознато    |             | 4           | 0,84%       |
| укупно: 476  |              |             |             |             |